# Шевченко, Вячеслав Андреевич
Вячеслав Андреевич Шевченко (род. 3 апреля 1998, Видное, Московская область) — российский хоккеист, нападающий.

## Биография
Играл в хоккейных школах «Русь» (до 2012) и «Витязь» Подольск (2012—2014). Выступал в МХЛ за команды «Русские витязи» (2014/15, 2016/17) и Россия U18 (2015/16). В конце сезона-2016/17 также провёл пять матчей за клуб ВХЛ ТХК Тверь. В сезоне 2017/18 выступал в ВХЛ за «Динамо» Санкт-Петербург и в МХЛ за МХК «Динамо». Игрок команд ВХЛ «Сокол» Красноярск (2018/19), «Торос» Нефтекамск (2019/20 — 2020/21), «Металлург» Новокузнецк (2021/22 — 2024/25), «Динамо» СПб (с 2024/25).
В начале сезона КХЛ-2020/21 провёл шесть матчей за «Салават Юлаев».
Победитель хоккейного турнира зимней Универсиады 2019 года.